# Кодоло-Кјеза (Маса-Карара)
Кодоло-Кјеза је насеље у Италији у округу Маса-Карара, региону Тоскана.
Према процени из 2011. у насељу је живело 19 становника. Насеље се налази на надморској висини од 581 м.